# Інцидент у протоці Корфу
Інцидент в протоці Корфу — три інциденти за участю кораблів Королівського флоту Великої Британії, що відбулися в протоці Корфу в 1946 році. Ці події вважаються одним з ранніх епізодів Холодної війни. Під час першого інциденту британські кораблі потрапили під обстріл албанської берегової артилерії. Під час другого інциденту британські кораблі підірвалися на мінах. Третій інцидент стався в албанських територіальних водах під час бойового тралення протоки Корфу британськими кораблями, на що Албанія поскаржилася в ООН.
Ця серія інцидентів призвела до судового процесу по протоці Корфу: Велика Британія порушила справу проти Народної Республіки Албанія в Міжнародному суді ООН. Суд виніс рішення, згідно з яким Албанія повинна була виплатити Великій Британії 844 000 фунтів стерлінгів. Через ці інциденти Велика Британія перервала переговори з Албанією щодо встановлення дипломатичних відносин між двома країнами. Дипломатичні відносини між ними були встановлені в 1991 році.

## Історія

### Перший інцидент
Перший інцидент стався 15 травня 1946 року, коли британські легкі крейсера HMS Orion і HMS Superb, що йшли протокою Корфу після попереднього обстеження вод, потрапили під вогонь батарей, розташованих на албанському узбережжі на відстані 180 м від них. Незважаючи на те, що обійшлося без жертв і пошкоджень, Велика Британія офіційно зажадала від уряду Албанії «негайних і публічних вибачень». Вибачення не були дані і Албанський уряд у свою чергу заявив, що британські кораблі вторглися в Албанські територіальні води.

### Другий інцидент
22 жовтня 1946 року стався більш серйозний інцидент. Британська флотилія, що складалася з легких крейсерів HMS Mauritius і HMS Leander, а також есмінців HMS Saumarez і HMS Volage, отримала наказ рухатися на північ через протоку Корфу з метою визначити реакцію Албанії на використання британськими кораблями права мирного проходу. На випадок нападу було віддано розпорядження відкрити вогонь у відповідь.
Кораблі рухалися поблизу албанського узбережжя по водах, що вважалися вільними від мін. Крейсер HMS Mauritius очолював загін, за ним слідував есмінець HMS Saumarez. HMS Leander у супроводі HMS Volage йшов позаду на відстані близько трьох кілометрів. В 14:53 знаходився поблизу затоки Саранда Saumarez підірвався на міні, отримавши сильні пошкодження. Вибух стався по правому борту, утворивши пробоїну приблизно в «тридцять футів … від кіля до рівня нижче капітанського містка». Saumarez втратив хід і почав дрейфувати, загорілося розлите паливо, пожежа охопила носовий край. Есмінець через пробоїну прийняв багато води, отримав диферент на ніс і в результаті носова край зникла під водою. Есмінцю HMS Volage було наказано відбуксирувати HMS Saumarez на південь до гавані Корфу. В 15:30 після однієї невдалої спроби (буксирний трос порвався) HMS Volage все ж зумів взяти пошкоджений HMS Saumarez на буксир.
Приблизно о 16:16 в ході буксирування HMS Volage також підірвався на міні і отримав серйозні пошкодження. «За частки секунди сорок футів есмінця від носового краю до гарматної вежі 'a', зникли. Вибух зруйнував палуби, комори, малярний цех, ланцюговий ящик з бухтами якірного ланцюга, а самі якоря буквально зникли в повітрі». Шматки носовій частині викинуло в повітря, на корабель падали уламки вагою до півтонни. Несприятливі погодні умови в протоці надзвичайно ускладнили буксирування кораблів, яка через отримані ними ушкодження здійснювалася кормою вперед. Тільки через 12 годин обидва есмінця вдалося привести в гавань Корфу.
Жертвами інциденту стали 44 людини і ще 42 отримали поранення. Безпосередньо після вибуху загинули 38 людей, ще шість померли від ран в період з 23 жовтня по 4 листопада. 36 загиблих служили на есмінці HMS Saumarez, інші вісім — на есмінці HMS Volage312. Троє членів екіпажів кораблів були нагороджені медаллю Британської імперії за мужність і видатний героїзм, виявлені при гасінні пожеж і при аварійно-рятувальних роботах. HMS Saumarez був визнаний не підлягає відновленню, пошкодження HMS Volage можна було усунути. Під час цього інциденту албанські берегові батареї не відкривали вогонь. Корабель ВМС Албанії спостерігав за подіями, піднявши національний і білий прапори. Корабель наблизився до британських кораблів, бажаючи з'ясувати мету їхнього знаходження в цих водах. Албанія в той час не мала кораблів, здатних ставити міни, і вони, ймовірно, були виставлені на прохання Албанії югославськими мінними загороджувачами «Млет» і «Мельїне» близько 20 жовтня 1946.
Британський міністр пенсій Вілфред Пейлінг виділив повні військові пенсії інвалідам і вдовам загиблих.

У 2014 році морський археолог Джеймс П. Дельгадо так прокоментував інцидент:
Вузькість протоки Корфу і скелясті мілини на північ від острова фактично виштовхнули кораблі до краю морського кордону Албанії, іноді за лінію, іноді в милі від берега. Беручи до уваги албанську оборону, напруженість, спонукувану великою мірою їх антизахідним керівником, і спрагу британського уряду відновити сильний морський вплив в регіоні, зіткнення було, мабуть, неминуче.

### Третій інцидент
Третій і останній інцидент стався 12—13 листопада 1946 року, коли Королівський флот здійснив додаткове тралення протоки Корфу під кодовою назвою «Роздріб» (англ. Operation Retail). Тральна операція в албанських територіальних водах проходила без дозволу з боку уряду Албанії, нею керував союзний головнокомандувач Середземномор'я. Її додатковою метою було використання хв в якості речових доказів факту, що англійці діяли в цілях самооборони, намагаючись усунути небезпеку для судноплавства.
Під час виконання операції також був присутній французький військово-морський офіцер, який на запрошення Ради середземноморської зони (англ. Mediterranean Zone Board) виступав в якості спостерігача. Прикриття забезпечували авіаносець HMS Ocean(капітан сер Каспар Джон), крейсера та інші військові кораблі. Були виявлені і відокремлені від своїх підводних якорів 22 контактні міни. Розміщення мін було впорядкованим і являло собою саме мінне поле, а не просто випадкове скупчення ізольованих хв. Дві виловлені міни були відправлені на Мальту для подальшого вивчення.
Саме тоді з'ясувалося, що міни були німецького походження, але на них не було іржі і морської рослинності. Фарба на них була свіжою, і їх мінрепи недавно змащувалися. Був зроблений висновок про те, що мінне поле заклали незадовго до інциденту з HMS Saumarez і HMS Volage. Аналіз фрагментів мін з HMS Volage підтвердив їх схожість з відправленими на Мальту.
Після третього інциденту Албанія з ініціативи прем'єр-міністра Енвера Ходжі направила телеграму в ООН зі скаргою на вторгнення Королівського флоту в Албанські прибережні води.

## Наслідки

### Судовий процес
9 грудня 1946 Велика Британія направила ноту албанському уряду зі звинуваченням Албанії в мінуванні протоки і вимогами компенсації за інциденти в травні і жовтні. Британія зажадала відповіді протягом 14 днів, зазначивши, що в разі відмови питання буде передано на розгляд Раді Безпеки ООН. Албанський уряд у своїй відповіді (отриманий англійцями 21 грудня 1946 року) відкинув британські звинувачення і продовжував стверджувати, що все, що відбулося було справою рук країн, які не бажали нормалізації відносин між Албанією і Великою Британією. Зокрема, Албанія заперечувала свою причетність до мінування і звинувачувала Грецію.
У січні 1947 року Сполучене Королівство намагалося привернути до справи увагу Ради Безпеки ООН. Незважаючи на заперечення СРСР, Рада Безпеки заслухала британську скаргу. Комітет зі встановлення фактів, що складався з польських, австралійських і Колумбійських представників, не зробив ніяких висновків, хоча провів десять засідань. Вето СРСР, підтримане Польщею, заблокувало резолюцію, яка б звинуватила Албанію в непрямій відповідальності за мінне поле. 9 квітня 1947 року Рада Безпеки прийняла резолюцію (СРСР і Польща утрималися), яка рекомендувала Сполученому Королівству та Албанії вирішити суперечку в Міжнародному суді. Ця рекомендація була дана відповідно до пункту 3 статті 36 Статуту ООН.
22 травня Британський уряд передало справу до Міжнародного суду, це була перша справа в історії органу. Інтереси Великої Британії представляв Хартлі Шоукросс, головний обвинувач від Великої Британії на Нюрнберзькому процесі; в свою чергу, Албанію представляв П'єр Жюль Кіт, майбутній депутат національних зборів Франції. У грудні 1949 року суд призначив британцям компенсацію £ 843947. У рішенні зазначалося, що незалежно від того, хто заклав міни, албанці повинні були знати про будь-яких таких діях, так як мінне поле було досить близько до їх узбережжя, і, таким чином, вони не проінформували британців про небезпеку. Суд також відхилив довід Сполученого Королівства про самозахист і постановив, що операції з розмінування, проведені англійцями під час «Операції роздріб», при відсутності попередньої згоди албанської сторони, є незаконними.
Албанський уряд відмовився відшкодовувати збитки за розпорядженням суду, у відповідь британська сторона конфіскувала 1574 кілограма золота, що належали Албанії. Золото було вивезено з Албанії країнами осі під час Другої світової війни і зберігалося в сейфах Банку Англії. У 1948 році воно було присуджено Албанії за рішенням тристоронньої комісії США-Велика Британія-Франція після того, як його отримали союзники.
Енвер Годжа в своїх спогадах про першу зустріч з Йосипом Сталіним писав, що вся ця історія була придумана англійцями як привід для військового вторгнення в місто Саранда. Ходжа також назвав події «безпрецедентною провокацією по відношенню до нашої країни».

### Після холодної війни
Із закінченням холодної війни в народній Соціалістичній Республіці Албанія стався ряд значних політичних змін. Дипломатичні відносини між двома сторонами конфлікту були встановлені 29 травня 1991 року. Незабаром після цього, 8 травня 1992 року, Велика Британія та Албанія оголосили, що вони дійшли згоди у справі про протоку Корфу. Тільки в 1996 році за підсумками тривалих переговорів золото, нарешті, повернувся в Албанію після того, як вона погодилася заплатити $ 2 млн репарацій.
2 листопада 2009 року група американських і албанських дослідників оголосила, що вони нібито знайшли сегмент носа Volage в протоці Корфу на глибині приблизно 50 метрів. Посуд, взуття та боєприпаси, що знаходяться поруч з уламками, є ще одним доказом версії дослідників. У травні 2013 року спеціальний випуск журналу Archaeology під назвою «Корабельної аварії» у статті «Відновлюючи холодну війну невірно: Де був HMS Volage?» дав уявлення про нові відкриття. Директор албанського Центру морських досліджень, Орон Тарі, отримав кадри відео інциденту з Національного архіву Великої Британії, де показаний HMS Volage, проходить дуже близько до берега. У свою чергу, Джеймс П. Дельгадо, директор центру морського спадщини Національного управління океанічних і атмосферних досліджень, підтвердив своє твердження, зроблене раніше в інтерв'ю Associated Press. Він говорив, що затонулі уламки дійсно належали HMS Volage, так як виявлена електрична проводка носової секції відповідала того часу.